# The Regents
The Regents erano un gruppo vocale doo-wop italo-americano di New York, attivo tra la fine degli anni '50 e l'inizio degli anni '60.
Sono meglio conosciuti per aver registrato la hit "Barbara Ann" nel 1958, che fu pubblicata nel 1961 e raggiunse il numero 13 nella classifica Billboard Hot 100. Il brano fu poi rifatto da the Beach Boys nel 1965 nel loro album, Beach Boys 'Party!; questa versione quando è stata pubblicata come singolo è arrivata al n. 2. The Regents hanno anche avuto un secondo successo in classifica con "Runaround", che ha raggiunto il n. 28 poi nel 1961.

## Membri originali
- Ernie Maresca (replaced by Don Jacobucci)
- Chuck Fassert (brother of "Barbara-Ann" author Fred Fassert)
- Guy Villari (Gaetano Villari, August 11, 1942, The Bronx, New York – September 21, 2017, Middletown, Orange County, New York)
- Sal Cuomo (Salvatore Cuomo 1939 – 2013 The Bronx, New York)
- Tony Gravagna
- Ron Hunerberg (1941 – 2017 West Palm Beach, Florida)

## Discography

### Singles
| Year | Title          | Peak chart positions | Peak chart positions | Record Label | Lato B             | Album       |
| Year | Title          | US Pop               | US R&B               | Record Label | Lato B             | Album       |
| ---- | -------------- | -------------------- | -------------------- | ------------ | ------------------ | ----------- |
| 1961 | "Barbara-Ann"  | 13                   | 7                    | Gee          | "I'm So Lonely"    | Barbara-Ann |
| 1961 | "Runaround"    | 28                   | 30                   | Gee          | "Laura My Darling" | Barbara-Ann |
| 1961 | "Liar"         | —                    | —                    | Gee          | "Don't Be a Fool"  |             |
| 1961 | "Lonesome Boy" | —                    | —                    | Gee          | "Oh Baby"          | Barbara-Ann |